# Temetői és Holocaust Emlékmű

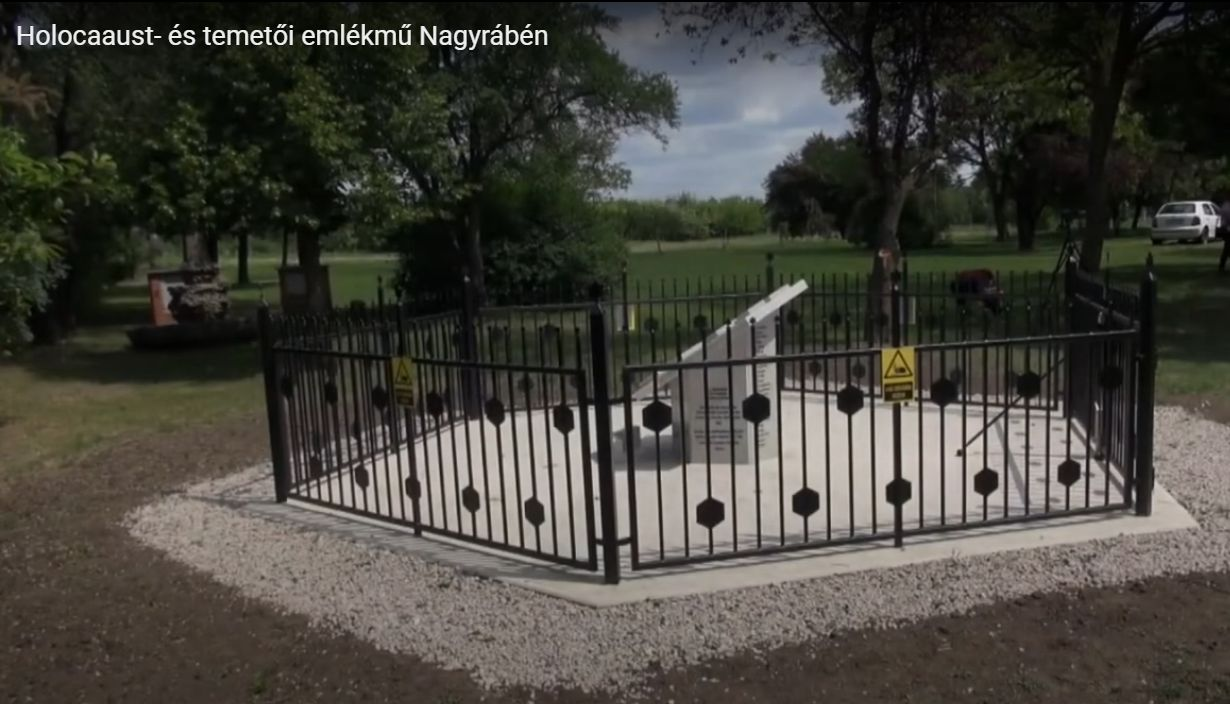
Az emlékmű látképe

A  Holocaust- és Temetői Emlékmű Nagyrábén található, a Kossuth Lajos Művelődési Ház udvarán, a nyugati kerítés közelében, a tájházakkal megegyező soron. 2020–2022 között készült, 2022. május 22-én avatták fel.
Nagyrábén a Holocaust előtt tizenhét zsidó család élt, mintegy ötven fővel. A községben sokan azt sem tudták, hol volt a zsidók temetője, ami a kegyeleti szempontokat figyelmen kívül hagyó rekultiváció során nyomtalanul eltűnt. A többség a családnevekre sem emlékezett már. Házak helye, foglalkozásaik, aktivitásaik homályba vesztek. Ma egyetlen zsidó sem él a községben. A családnevek megadásával legalább ennyi megelevenedett az egykor itt élő, tevékeny, főleg kereskedelemmel, kisiparral, gazdálkodással foglalkozó zsidó közösségből.

## Felépítése
Az Emlékmű fehér gránitlapokból kőfaragási eljárásokkal emelt, hatszögletű kontúrokkal rendelkező építmény, posztamenssel, fedlappal, beton aljazatba süllyesztve. A fedlapon magyar és ivrit feliratok vannak. A posztamensen eltemetett és meggyilkolt zsidók polgári vezetéknevei mellett megjelennek az alkotók nevei is. Ugyanott sárga Dávid-csillagok különböztetik meg a holokausztban meggyilkoltak neveit az elhaltakétól.
A hatszögletű posztamensbe időkapszula lett elhelyezve, 1 GB tartalommal. A tárhelyet az Emlékmű vázlat-dokumentációján kívül fotók, írások, videók foglalják el. Ezek többsége rábéi vonatkozású.
A betonalapzat szintén hatszögletű, ami mintegy 50 m2 felületet borít. Az aljzat mértani középpontjában áll az Emlékmű, amit hatszög-motívumokkal díszített vaskerítés ölel körbe. A kerítés mintegy 120 cm magas, és feketére van festve, rajta kétszárnyú kapu szolgálja a mű megközelítését. A betonaljzatot kb. 50 cm-es, zúzott kavicsból készült koszorú veszi körbe. Az Emlékmű nyugati oldalán a posztamens alakját követő gránitpadka szolgál az emlékkavicsok, gyertyák stb. lerakási helyéül. Az Emlékművet a kapuzat felől nézve, előtte betonból gyártott, ugyancsak hatszögletű, gyöngykavics bevonatú kaspó helyezkedik el, az aljzatbetonra erősítve, a kegyeleti kavicsok befogadására. A posztamens és a fedlap egy-egy csúcsa Jeruzsálemre van tájolva.